# 루이 2세 (모나코)
루이 2세(프랑스어: Louis II, 1870년 7월 12일 ~ 1949년 5월 9일)는 모나코의 공이다. 모나코의 알베르 1세와 메리 빅토리아 더글라스해밀턴 사이에서 외아들로 태어났다. 프랑스의 배우인 지르레느 도만제와 혼인하였으나, 그녀와의 사이에서 후사가 없었기에 사생아 발랑티누아 여공작 샤를로트의 장남 레니에 공자가 공위를 계승하였다.

## 젊은 시절
1870년 바덴 대공국에서 모나코 대공 알베르 1세와 영국 귀족 출신 공비 메리 빅토리아 더글라스해밀턴 사이에서 태어났다. 어머니 메리 빅토리아는 모나코를 좋아하지 않았고, 남편과 불행한 시간을 보내다 영구적으로 모나코를 떠났다. 1880년 루이의 아버지와 어머니는 이혼했다.
루이는 프랑스 군대에 들어가 프랑스의 아프리카 식민지에서 싸웠다. 그는 알제리에서 카바레 가수 마리쥘리에트 루베를 만나 그녀와 연인 관계가 되었다. 루이는 그녀와 결혼하려 했지만, 마리쥘리에트는 이미 두 아이를 둔 어머니였기에 아버지의 반대로 결혼하지 못했다. 1898년 마리쥘리에트와의 사이에서 딸 샤를로트가 태어났다. 1908년 루이는 정부와 딸을 알제리에 남겨놓고, 본국으로 돌아왔다.

## 공위 계승 문제
루이 2세에게는 적자녀가 없었기에 그와 가장 가까운 친척인 증조할아버지인 플로레스탕 1세의 장녀 우라흐 공작 부인 플로레스틴의 장남인 우라흐 공작 빌헬름이 추정 상속인이 되었다. 그러나 빌헬름은 제1차 세계 대전 당시 독일 제국의 괴뢰국이었던 리투아니아 왕국에서 민다우가스 2세란 왕명으로 군림했었다. 이 때문에 적국이었던 이웃국가 프랑스는 빌헬름의 계승을 반대하였고, 루이 2세 역시 샤를로트가 계승하기를 희망했다. 1911년 루이는 사생아인 샤를로트를 공식적으로 딸로 인정하였고, 1918년 후계자를 채택할 수 있도록 하는 법령이 통과되면서 1919년 샤를로트는 공식 후계자가 되어 발랑티누아 공작이라는 작위를 하사받았다. 샤를로트가 1944년 공위 계승권을 포기하고 자신이 가진 권리를 장남인 레니에 공자에게 이양하기 전까지 그녀는 추정 상속인으로 남아 있었다.